# Diocesi di Argyll e delle Isole (Chiesa episcopale)

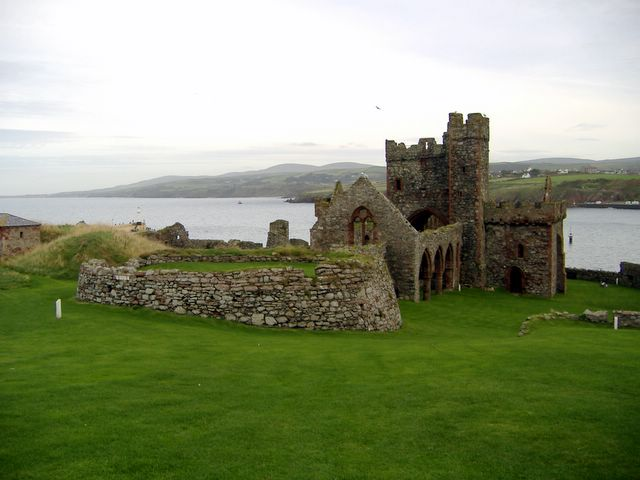
Resti dell'antica cattedrale medievale della diocesi delle Isole (o di Sodor), dedicata a San Germano, sull'isola di St. Patrick's, al largo delle coste occidentali dell'isola di Man.

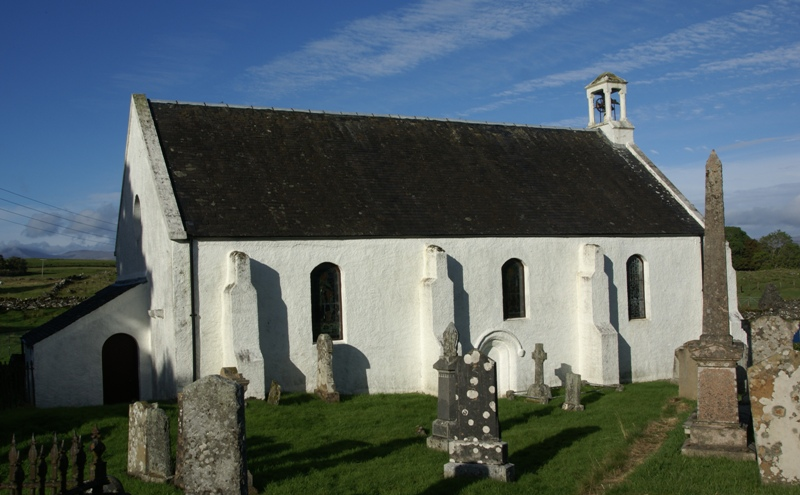
La cattedrale di San Moluag di Lismore; all'interno dell'odierna chiesa sono conservati resti dell'antica cattedrale della diocesi medievale di Argyll.

La diocesi di Argyll e delle Isole (in latino Dioecesis Ergadiensis et Insularum, in inglese Diocese of Argyll and The Isles) è una sede della Chiesa episcopale scozzese. Nel 2020 contava 3.310 battezzati su 77.000 abitanti. È retta dal vescovo David Railton.

## Territorio
La diocesi comprende la contea di Argyll e le isole Ebridi.
Sede vescovile è Oban, dove si trova la cattedrale di San Giovanni.
Il territorio si estende su 31.000 km² ed è suddiviso in 32 parrocchie, raggruppate in 21 decanati.
La parte insulare della diocesi dispone di una concattedrale, la cattedrale delle Isole.

## Storia
L'attuale diocesi di Argyll e delle Isole riprende i territori di due antiche diocesi medievali scozzesi, la diocesi di Lismore o Argyll (Lismorensis seu Ergadiensis) e la diocesi di Sodor o delle Isole (Sodorensis sive Insulana).

### Diocesi di Argyll
L'antica diocesi di Argyll fu eretta tra il 1183 e il 1192/93, ricavandone il territorio dalla diocesi di Dunkeld. Essa comprendeva la storica contea di Argyll e l'isola di Lismore, dove fu eretta la cattedrale e dove i vescovi ebbero la loro sede nel castello di Achanduin. Per questo motivo spesso la diocesi fu chiamata anche con il nome di "diocesi di Lismore".
Per i primi due secoli e mezzo di vita, la diocesi, come tutte le diocesi all’epoca scozzesi, era immediatamente soggetta alla Santa Sede; nel 1472 divenne suffraganea dell'arcidiocesi di Saint Andrews, e nel 1492 entrò a far parte della provincia ecclesiastica di Glasgow.
La diocesi fu separata dalla Santa Sede nel XVI secolo in seguito all'affermarsi in Scozia della riforma protestante: l'ultimo vescovo, James Hamilton, abbracciò la nuova confessione religiosa intorno all'agosto 1560.

### Diocesi delle Isole

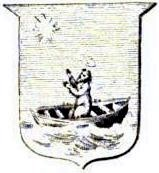
Stemma dell’antica diocesi delle Isole

La diocesi delle Isole o diocesi di Sodor era una delle tredici diocesi della Scozia medievale. La sede originaria della diocesi era Peel, sull'isola di St. Patrick's, un isolotto al largo dell'isola di Man.
La diocesi originariamente comprendeva le Ebridi Esterne, la maggior parte delle Ebridi Interne (Iona, Skye, Raasay, Canna, Eigg, Coll, Tiree, Mull, Colonsay, Islay, Jura, Gigha - ma non Lismore, Kerrera, Seil o Luing, che erano soggette al vescovo di Argyll), l'isola di Bute e l'isola di Arran, nonché l'isola di Man. Forse la diocesi si estendeva anche a Galloway, il che spiegherebbe i possibili attacchi di Wimund contro il vescovo Gilla Aldan di Whithorn.
Dall'XI secolo fino all'erezione dell'arcidiocesi di Nidaros, Man e le Isole furono soggette alla giurisdizione metropolitica dell'arcivescovo di York.
La diocesi fu divisa in due nel 1387, dopo la conquista inglese di Man nel XIV secolo e nel quadro dello Scisma d'Occidente, e la sede ribelle fu trasferita più a nord, prima a Snizort e poi a Iona. Gli scozzesi rimasero formalmente nella provincia ecclesiastica dell'arcidiocesi di Nidaros fino al 1472, quando la diocesi di Saint Andrews fu elevata al rango di arcidiocesi metropolitana e la diocesi delle Isole divenne sua suffraganea.

### Diocesi di Argyll e delle Isole
La diocesi di Argyll e delle Isole è stata eretta nel 1847.

## Cronotassi
Vescovi di Argyll and The Isles
1847 – 1873 Alexander Ewing
1874 – 1883 George MacKarness
1883 - 1906 Alexander Chinnery-Haldane
1907 - 1942 Kenneth MacKenzie
1942 - 1962 Thomas Hannay
1963 - 1977 Richard Wimbush
1977 - 1992 George Henderson
1993 - 2003 Douglas Cameron
2004 - 2009 Martin Shaw
2010 - 2020 Kevin Pearson
2021 - 2023 Keith Riglin
2024 -      David Railton

## Statistiche
La diocesi nel 2020 su una popolazione di 77.000 persone contava 3.100 battezzati, corrispondenti al 4,3% del totale.

### Per la diocesi di Sodor o delle Isole
- (EN) Ancient Diocese of Sodor and Man, in Catholic Encyclopedia, New York, Encyclopedia Press, 1913.
- (LA)  Pius Bonifacius Gams, Series episcoporum Ecclesiae Catholicae, Graz, 1957, pp. 197–198
- (LA)  Konrad Eubel, Hierarchia Catholica Medii Aevi, vol. 1, pp. 456–457; vol. 2, pp. 239–240; vol. 3, p. 302
- (EN)  Robert Keith, An Historical Catalogue of the Scottish Bishops, down to the Year 1688, Edinburgh, 1824, pp. 293–308
- (EN)  John Dowden, The bishops of Scotland: being notes on the lives of all the bishops, under each of the sees, prior to the reformation, Glasgow, 1912, pp. 271–293
- (EN)  Fasti Ecclesiae Anglicanae 1541-1857, volume 11, pp. 135–150

### Per la diocesi di Argyll o Lismore
- (LA)  Pius Bonifacius Gams, Series episcoporum Ecclesiae Catholicae, Graz, 1957, pp. 236–237
- (LA)  Konrad Eubel, Hierarchia Catholica Medii Aevi, vol. 1, p. 241; vol. 2, p. 179; vol. 3, p. 226
- (EN)  Robert Keith, An Historical Catalogue of the Scottish Bishops, down to the Year 1688, Edinburgh, 1824, pp. 284–289
- (EN)  John Dowden, The bishops of Scotland: being notes on the lives of all the bishops, under each of the sees, prior to the reformation, Glasgow, 1912, pp. 377–391
- (EN)  Dennis Turner, The Bishops of Argyll and the Castle of Achanduin, Lismore, A.D. 1180-1343, in Proceedings of the Society of Antiquaries of Scotland, 128 (1998), pp. 645–652